# Calciumtartrat
Calciumtartrat (auch Kalziumtartrat) ist eine chemische Verbindung aus der Gruppe der Tartrate, genauer das Calciumsalz der Weinsäure, gewöhnlich der L-Weinsäure.

## Vorkommen
Calciumtartrat kommt natürlich als Inhaltsstoff vieler Früchte vor und ist einer der Hauptbestandteile von sich in Weinfässern absetzendem Weinstein.

## Gewinnung und Darstellung
Calciumtartrat kann durch Reaktion von Kaliumhydrogentartrat mit Calciumoxid gewonnen werden.
{\displaystyle {\ce {2 C4H5KO6 + CaO -> C4H4K2O6 + C4H4CaO6 + H2O}}}
Möglich ist ebenfalls die Reaktion von Kaliumtartrat mit Calciumchlorid oder Calciumhydroxid.
{\displaystyle {\ce {C4H4K2O6 + CaCl2 -> C4H4CaO6 + 2 KCl}}}

## Eigenschaften
Calciumtartrat ist ein farbloser Feststoff, der kaum löslich in Wasser ist. Das Tetrahydrat besitzt eine orthorhombische Kristallstruktur.

## Verwendung
Calciumtartrat wird in der Lebensmittelindustrie als Backtriebmittel, Komplexbildner, Säuerungsmittel und Säureregulator eingesetzt. Es ist in der EU als Lebensmittelzusatzstoff der Nummer E 354 ohne Höchstmengenbeschränkung (quantum satis) für alle Lebensmittel allgemein zugelassen.